# Villa Raverio
Villa Raverio (Vila Ravéri o Vila Raveé in dialetto brianzolo) è una frazione del comune italiano di Besana in Brianza che comprende anche parte del Parco regionale della Valle del Lambro. Costituì un comune autonomo fino al 1869.  Dista 37 km dal capoluogo lombardo Milano, 17 km da Monza e 30 km da Lecco.
È il paese d’origine del famoso campione di calcio Demetrio Albertini. 

## Origini del nome
Villa, nome di vari luoghi e villaggi, indicò nel Medioevo un centro minore del territorio della Civitas. Raverio deriva invece da "Raveè" che in dialetto brianzolo vuol dire "Rapulio, Rapeto". Il Cherubini registra l'espressione scherzosa "Raveè de Villa" ovvero 'mangiarape'. Nel 1500 Villa Raverio era chiamata "Villae Rapariae" o Villa Riparia.

## Storia
Le prime notizie storiche risalgono al secolo XIV quando il comune di Villa Raverio, contante 242 abitanti, era incluso nella Pieve di Agliate. Nella Lombardia austriaca del 1786 la Pieve di Agliate si trova nella provincia di Milano, e Villa Raverio ha 386 residenti. Nel 1798 Villa Raverio, con Rigola, entra nel distretto di Mariano, poi viene spostato nel distretto di Missaglia. Nel 1811 Villa Raverio, separandosi dalle aggregate Calò e Triuggio, entra a far parte del comune di Besana in Brianza ma, nel 1816, ridiventa comune nella provincia di Milano, per poi ritornare sotto Besana nel 1869, quando aveva 643 abitanti.
Nel corso degli anni la frazione besanese ha visto un incremento demografico e urbano sostanziale per via di molteplici trasferimenti di interi nuclei familiari provenienti dalla non lontana Milano e provincia; fenomeno tuttavia riscontrabile nell'intera zona comunale e limitrofe.
Il famoso protagonista del personaggio di Tonio Cartonio della Melevisione ovvero Danilo Bertazzi vive appunto nella frazione besanese.

## Monumenti e luoghi d'interesse

### Architetture religiose
- Chiesa S. Eusebio e SS. Maccabei situata nella nuova piazza omonima.

### Monumenti naturali
- Monumento naturale regionale del Sasso di Guidino: masso erratico trasportato durante la glaciazione nel quaternario (Glaciazione Würm).

## Cultura

### Scuole
- Nella frazione ha sede la scuola elementare Renzo Pezzani e, a fianco, l'istituto di istruzione superiore M.K. Gandhi. Quest'ultima, insieme alla scuola elementare, è situata nei pressi della stazione.

- Andando verso la frazione di Calò si trova la scuola privata Don Carlo San Martino di Rigola . Essa ospita la scuola primaria, secondario di primo grado, scuola materna e asilo nido.

## Geografia antropica

### Località
- Bruazzél: piccola corte che sorge nel cuore del centro storico del paese, vicino alla chiesa.

- Menzonigo: che sorge su una collina naturale presente tra Villa Raverio e Vergo, ad oggi è un quartiere in via di sviluppo urbanistico dal tratto prettamente residenziale.

- Guidino: ove è ubicata la medesima cascina su di una collina panoramica.
- Lanzano: piccola corte che sorge vicino al già citato Sasso del Guidino.
- Sciatei: località in direzione Calo' caratterizzata dalla presenza di rane (sciat)
- Mighinzan : cascina, complesso di architettura rurale della prima metà sec. XVII per attività produttive agricole, ad oggi trasformato parzialmente in edifici residenziali. Nelle vicinanza sorge il centro sportivo comunale di Besana in Brianza.

## Infrastrutture e trasporti

### Strade
- Strada Provinciale 6 - Monza/Besana in Brianza.
- Strada Provinciale 112 - Villa Raverio/Renate.

### Ferrovie
- Stazione di Villa Raverio, fermata ferroviaria a un binario, posta sulla linea Monza-Molteno-Lecco operata da Trenord. Un tempo la stazione era dotata del doppio binario.

## Sport
- A.S.D.O. Villa Raverio, ovvero Associazione Sportiva Dilettantistica Oratoriana, è una società sportiva che si sviluppa in diverse discipline sportive, in particolare calcio e pallavolo, presso l'Oratorio di Villa Raverio Don Giovanni Bosco.
- Lo sportivo più famoso del paese è senza dubbio Demetrio Albertini, ex calciatore e dirigente federale della FIGC.
- Una delle principali icone del body building in Italia è DINO FUMAGALLI. Oggi gestisce una palestra in Brianza a VILLA RAVERIO ed il passare dell'età sembra segnare non solo il suo volto, ma anche il suo fisico, pur tenendolo in continuo allenamento. La storia di questo singolare atleta è raccontata in "Tempi di Ghisa" prodotto dalla Civica Scuola di Cinema Luchino Visconti di Milano.